# Hypocrisie

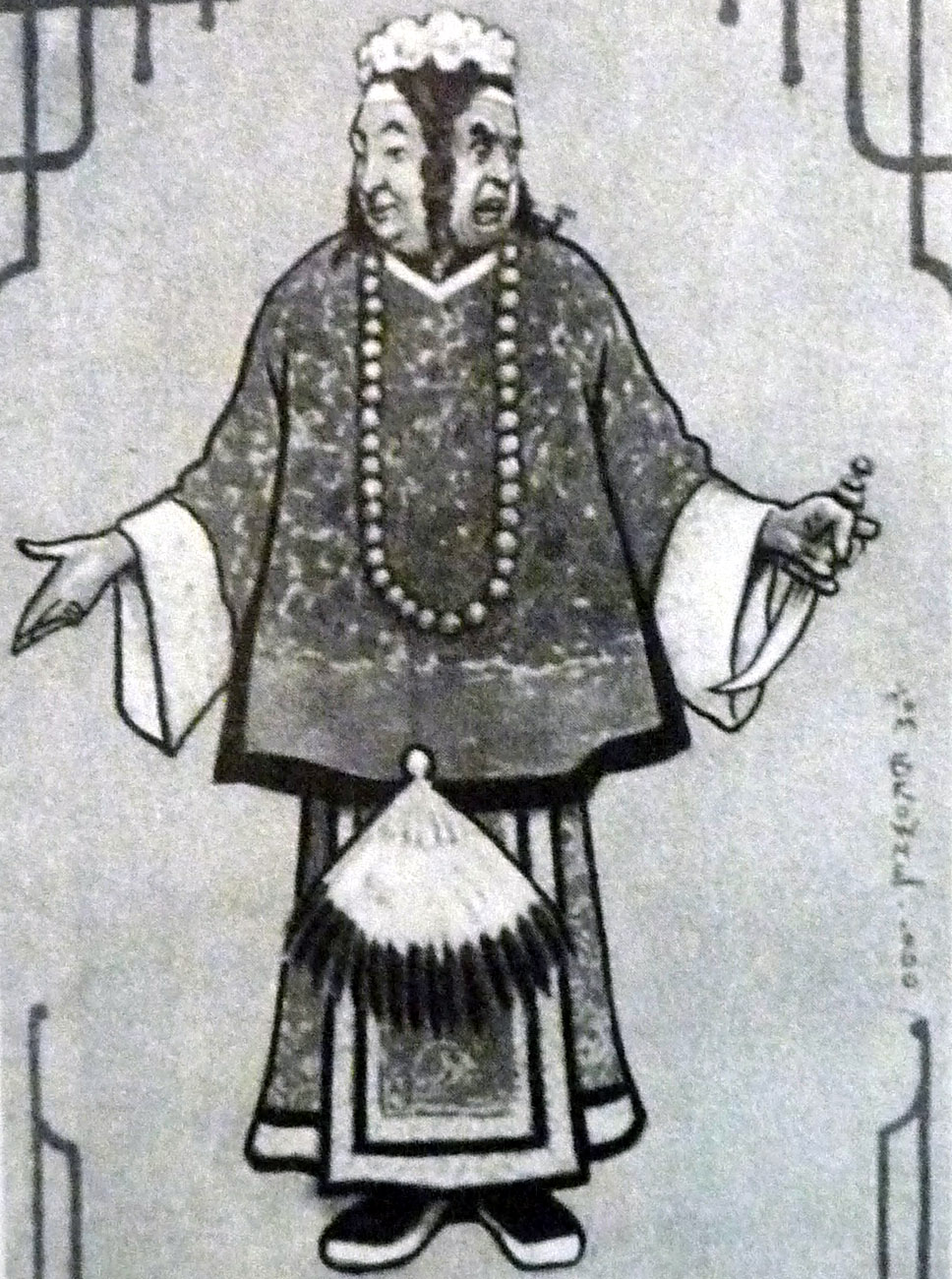
Een hypocriete Cixi

Hypocrisie of huichelarij is het voorwenden van geloof, gevoelens, moraal of deugden zonder daar volledig achter te staan of de daaraan verbonden normen en waarden zelf in praktijk te brengen, in het bijzonder bij het bekritiseren van anderen. Hypocrisie kan dus worden gezien als een gedragsvorm die erop gericht is beter voor de dag te treden dan strikt genomen verdedigbaar is, zowel gezien vanuit oprechtheid als vanuit noodzaak door omstandigheden.
Hypocrisie als argument tegen iemands argument gebruiken kan een drogreden zijn: tu quoque.

## Etymologie
Het woord komt uit het Grieks ὑπόκρισις "hypokrisis", dat oorspronkelijk “toneelspel” betekende en gevormd is uit ὑπό "hypo-" (=onder-) + κρίνειν "krinein" (=oordelen, onderscheiden, waaruit ook κριτής, "krités": zie hiervoor Kritiek).
François de La Rochefoucauld noemde hypocrisie het eerbetoon van de ondeugd aan de deugd.